# Jüdischer Friedhof (Bischhausen)

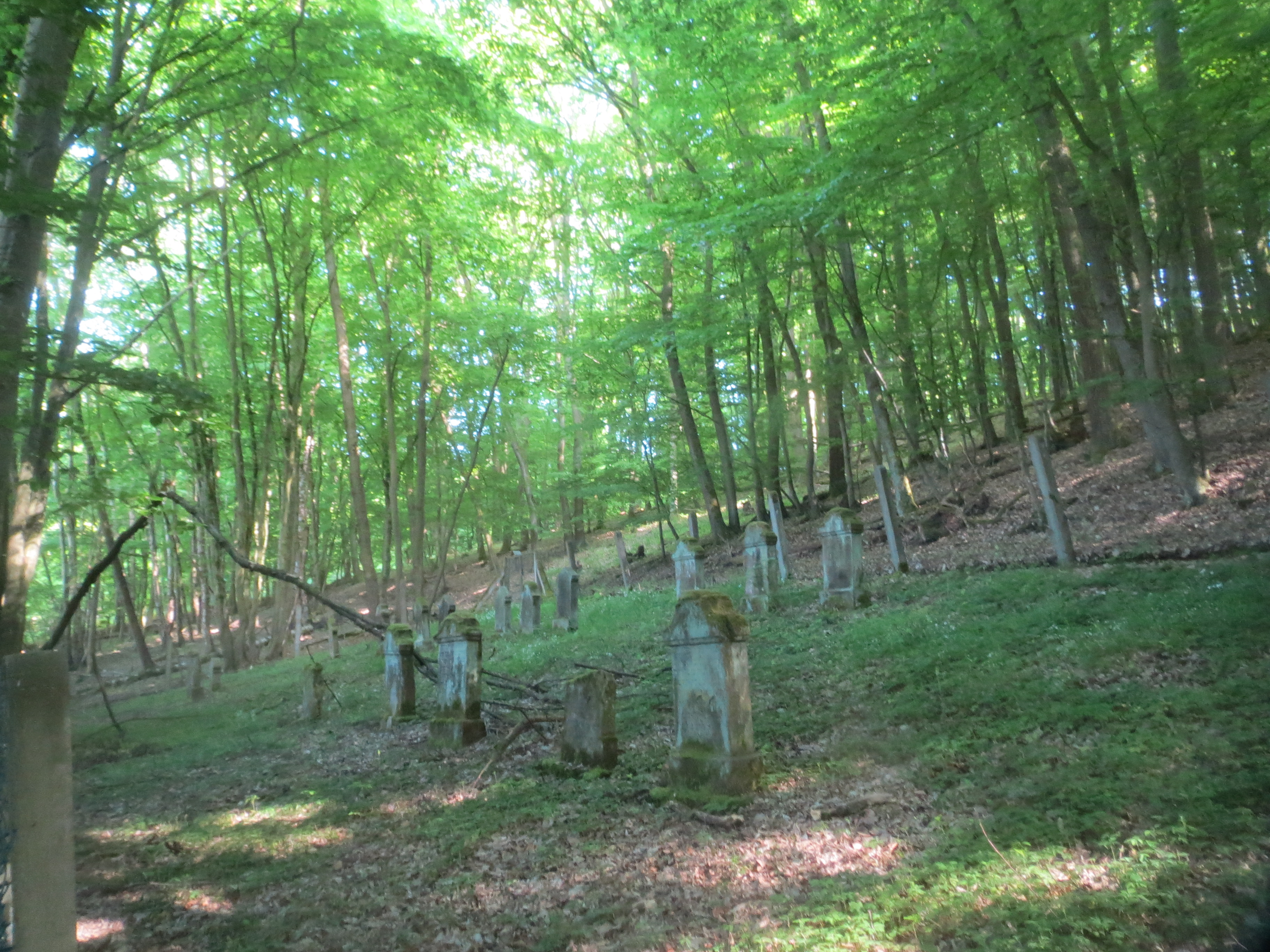
Jüdischer Friedhof Bischhausen

Der jüdische Friedhof Bischhausen ist ein Friedhof im Ortsteil Bischhausen der Stadt Waldkappel im Werra-Meißner-Kreis in Hessen.
Der 482 m² große jüdische Friedhof befindet sich etwa zwei Kilometer vom Dorf entfernt am Waldrand über dem Wehretal. Er liegt versteckt am Waldrand und ist ohne Ortskenntnisse nur schwer aufzufinden. Nach einer Dokumentation von 1985 sind noch 17 Grabsteine vorhanden. Sie sind über zwei nahezu parallel verlaufende Reihen verteilt.

## Geschichte
Bis zur Mitte des 19. Jahrhunderts wurden die Toten der jüdischen Gemeinde Bischhausen in Reichensachsen oder Jestädt beigesetzt. 1857 erwarb die jüdische Gemeinde ein Grundstück in der Flur „Im Rittershagen“. Die erste Beisetzung wurden 1863 vorgenommen, der Friedhof wurde bis 1905 belegt. In der NS-Zeit wurde der Friedhof verwüstet. Die umgeworfenen Steine wurden nach 1945 wieder aufgerichtet.